# Сильві Берар
Сильві Берар (англ. Sylvie Bérard; фр. Sylvie Bérard; нар. 1965, Монреаль) — канадська академічна письменниця, авторка науково-фантастичних творів, викладачка.

## Біографія
Сильві Берар народилася 1965 року в Монреалі, вивчала семіотику в Університеті Квебека в Монреалі, потім викладала на кафедрі французької мови та проводила постдокторські дослідження в Торонтському університеті. Пізніше вона читала лекції з літератури Квебеку в Університеті Трента, а також була директором Департаменту мов та сучасної літератури.
Берар почала публікувати оповідання у 1987 році. Її оповідання «Війна без часу» було відзначено премією Аврора. Вона опублікувала статті у низці наукових журналів. Вона також є членом редакційної колегії журналу «XYZ».

## Вибрані твори
- «Вона помирає в кінці» (фр. «Elle meurt à la fin»; 1993)
- «50 романтичних романів, які варто прочитати» (фр. «Les 50 romans d'amour qu'il faut lire»; 1996)
- «Земля Інших» (фр. «Terre des Autres»; 2004)
- «Сага про Ілліґе» (фр. «La Saga d'Illyge»; 2011)